# Eclissi solare del 21 settembre 1922
L'Eclissi solare del 21 settembre 1922, di tipo totale, è un evento astronomico che ha avuto luogo il suddetto giorno attorno alle ore 04:40 UTC. La durata della fase massima dell'eclissi è stata di 5 minuti e 59 secondi e l'ombra lunare sulla superficie terrestre raggiunse una larghezza di 226 km..
L'eclissi del 21 settembre 1922 divenne la seconda eclissi solare nel 1922 e la 51ª nel XX secolo. La precedente eclissi solare si è verificata il 28 marzo 1922, la seguente il 17 marzo 1923.
La totalità è iniziata in Etiopia, nella Somalia italiana (l'odierna Somalia) e ha superato le Maldive britanniche e l'isola di Natale negli Stabilimenti dello Stretto (ora in Australia) nell'Oceano Indiano e in Australia. Due grandi spedizioni scientifiche hanno sfruttato l'evento per verificare la teoria della relatività di Einstein.

## Percorso e visibilità
L'evento di eclissi si è manifestato all'alba locale nell'Etiopia sud-orientale, quindi l'ombra della luna si è diretta verso est attraverso la Somalia italiana (l'attuale Somalia ) ed è entrata nell'Oceano Indiano, volgendosi gradualmente a sud-est e coprendo parte delle isole britanniche delle Maldive. L'eclissi massima è stata raggiunta a circa 110 chilometri a ovest dell'isola di Natale negli Stabilimenti dello Stretto (ora un territorio australiano d'oltremare).Proseguendo diagonalmente a sud-est attraverso l'Australia è terminata al tramonto locale nel Mar di Tasmania, a circa 430 chilometri a nord-est delle Isole dei Re in Nuova Zelanda.

## Osservazioni a fini scientifici
L'eclissi solare totale del 29 maggio 1919 ha prodotto risultati coerenti con l'effetto di lente gravitazionale contemplato dalla Teoria della Relatività Generale di Albert Einstein. Per riconfermare questo risultato, gli osservatori dell'Australia Meridionale e del Nuovo Galles del Sud hanno organizzato proprie attività indipendenti di osservazione. Un totale di 20 gruppi di studio si sono diretti a Wallal, città portuale sulla costa settentrionale dell'Australia occidentale per osservare l'evento di eclissi. Tra questi, il gruppo di osservazione del Lick Observatory degli Stati Uniti è arrivato a Sydney il 5 agosto e viaggiando in treno verso ovest ha attraversato l'Australia arrivando il 16 agosto a Perth, la capitale dell'Australia occidentale.  Successivamente ha preso una barca a Fremantle, un porto a sud-ovest di Perth e poi è passata per Broome, sulla costa settentrionale dell'Australia occidentale ed il 20 agosto è infine è arrivata a Wallal. Sebbene il governo australiano non abbia organizzato attività di osservazione ha fornito sostegno finanziario alle squadre di osservazione. Le spese di viaggio della squadra di osservazione da Sydney a Wallal sono state sostenute dal governo federale.

## Eclissi correlate

### Eclissi solari 1921 - 1924
Questa eclissi è un membro di una serie semestrale. Un'eclissi in una serie semestrale di eclissi solari si ripete approssimativamente ogni 177 giorni e 4 ore (un semestre) in nodi alternati dell'orbita della Luna.

### Ciclo di Saros 133
L'evento fa parte del ciclo di Saros 133, che si ripete ogni 18 anni, 11 giorni e comprendente 72 eventi di eclissi. La serie è iniziata con un'eclissi solare parziale il 13 luglio 1219. Contiene eclissi anulari dal 20 novembre 1435 al 13 gennaio 1526, con un'eclissi ibrida il 24 gennaio 1544. Comprende eclissi totali dal 3 febbraio 1562 fino al 21 giugno 2373. La serie termina al membro 72 con un'eclissi parziale il 5 settembre 2499. La durata più lunga della totalità è stata di 6 minuti e 49 secondi il 7 agosto 1850. Tutte le eclissi di questa serie si verificano nel nodo ascendente della Luna.